# Stromiec
Stromiec è un comune rurale polacco del distretto di Białobrzegi, nel voivodato della Masovia.
Ricopre una superficie di 156,47 km² e nel 2004 contava 5 693 abitanti.